# Hideyuki Nagashima
Hideyuki Nagashima, född den 27 maj 1953 i Tochigi, Japan, är en japansk brottare som tog OS-silver i mellanviktsbrottning i fristilsklassen 1984 i Los Angeles. 